# Różyna
Różyna (deutsch Rosenthal) ist eine Ortschaft in der Gemeinde Lewin Brzeski im Powiat Brzeski der Woiwodschaft Oppeln.

## Geographie

### Geographische Lage
Das Angerdorf Różyna liegt im Südosten der historischen Region Niederschlesien an der Grenze zu Oberschlesien. Der Ort liegt etwa zehn Kilometer nördlich vom Gemeindesitz Lewin Brzeski (Löwen), 15 Kilometer südöstlich von der Kreisstadt Brzeg (Brieg) und 34 Kilometer nordwestlich von der Woiwodschaftshauptstadt Oppeln.
Różyna liegt in der Nizina Śląska (Schlesische Tiefebene) innerhalb der Równina Wrocławska (Breslauer Ebene). Nördlich des Dorfes fließt die Oder.

### Nachbarorte
Nachbarorte von Różyna sind im Norden Kopanie (Koppen), im Osten Wronów (Frohnaut), im Süden Buszyce (Buchitz) und im Südwesten Łosiów (Lossen).

## Geschichte

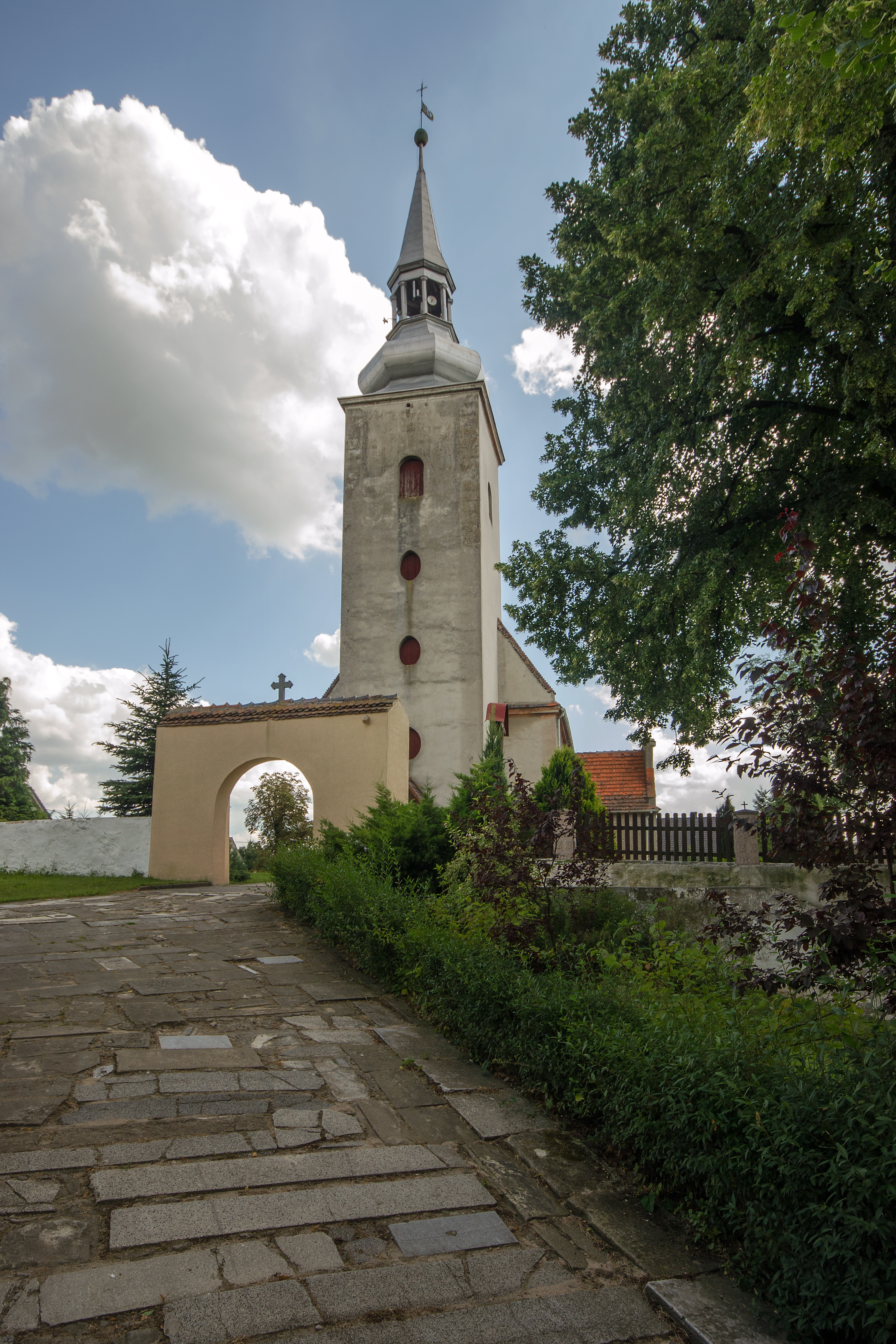
Kirche St. Nikolaus

Die Gegend rund um Różyna war bereits im 4. und 5. Jahrhundert besiedelt. Dies belegen mehrere archäologische Ausgrabungen im Dorf. Erstmals urkundlich erwähnt wurde der Ort im Jahr 1310, wobei die Kirche St. Nikolaus genannt wurde. 1317 wird der Ort bereits als Rosenthal bezeichnet. 1394 erfolgte eine Erwähnung des Dorfes als Rozental.
Nach dem Ersten Schlesischen Krieg 1742 fiel Rosenthal mit dem größten Teil Schlesiens an Preußen.
Nach der Neuorganisation der Provinz Schlesien gehörte die Landgemeinde Rosenthal ab 1816 zum Landkreis Brieg im Regierungsbezirk Breslau. 1845 bestanden eine Scholtisei, eine evangelische Schule, eine Simultankirche und 120 Häuser. Im gleichen Jahr lebten in Rosenthal 615 Menschen, davon 121 katholisch. 1874 wurde der Amtsbezirk Lossen gegründet, welcher aus den Landgemeinden Jägerndorf, Lossen und Rosenthal und dem Gutsbezirk Lossen bestand. 1885 zählte Rosenthal 636 Einwohner.
1933 hatte Rosenthal 593 sowie 1939 583 Einwohner. Bis 1945 befand sich der Ort im Landkreis Brieg.
Als Folge des Zweiten Weltkriegs fiel der deutsche Ort Rosenthal 1945 wie der größte Teil Schlesiens unter polnische Verwaltung. Nachfolgend wurde der Ort in Różyna umbenannt und der Woiwodschaft Schlesien angeschlossen. 1950 wurde es der Woiwodschaft Oppeln eingegliedert. 1999 kam der Ort zum neu gegründeten Powiat Breszki (Kreis Brieg).
Die Journalistin Christiane Hoffmann, deren Vater in Rosenthal geboren wurde, setzt sich in einem 2022 erschienenen Buch ausführlich mit dem Schicksal des Dorfes seit 1945 auseinander und weist dabei auch auf die unterschiedlichen Darstellungen der Dorfgeschichte in der deutschen und der polnischen Fassung der Wikipediabeiträge hin.

## Sehenswürdigkeiten
- Die römisch-katholische St.-Nikolaus-Kirche (poln. Kościół św. Mikołaja) wurde 1310 erstmals erwähnt. Im Mittelalter gehörte die Kirche zum Patronat der Johanniter, welche in Lossen ansässig waren. Der heutige Bau stammt  aus dem Jahr 1712. Zwischen 1810 und 1945 funktionierte das Gotteshaus als Simultankirche. 1813 wurde der Bau nach einem Brand wieder aufgebaut. Das Langhaus besitzt ein dreiseitig geschlossenen Chor und eine Sakristei an der Südseite. An der Westseite befindet sich der Glockenturm mit einer durchbrochenen Barockhaube. Der Hauptaltar wurde 1684 im barocken Stil errichtet. Aus der gleichen Zeit stammen die Kanzel sowie das Taufbecken. Umgeben ist die Kirche von einer gotischen Backsteinmauer mit kleinen Portal aus dem 15. Jahrhundert.[8] Das Gotteshaus steht seit 1964 unter Denkmalschutz.[9]
- Wegekreuz mit Namenstafel der Gefallenen des Ersten Weltkriegs
- Sühnekreuz